# Smyczyna (wieś)
Smyczyna – wieś w Polsce położona w województwie wielkopolskim, w powiecie leszczyńskim, w gminie Lipno.

## Historia
Miejscowość pierwotnie związana była z Wielkopolską. Ma metrykę średniowieczną i istnieje co najmniej od pierwszej połowy XIV lub XV wieku. Dawniej miała inną nazwę i notowana było jako Siekowo Małe. Wymieniona w dokumencie zapisanym po łacinie z 1303 pod nazwą Smiczyna, 1394 Cmiczina, 1397 Smycina, 1398 Czmyczina, 1400 Czmiczini, 1400 Czmyczyna, 1401 Smicziczne, 1403 Smicziczo, 1403 Smyczyny, 1415 Szmiczina, 1420 Czmiczina, 1423 Smiczina, 1437 Smyczina, 1449 Smyczyna, 1470 Magna Smyczyna, 1514 Szmyczyna, 1540 Schmyczina, 1580 Smiczina Stara.
Tereny, na których leżała wieś, były być może zasiedlone wcześniej niż podają to archiwalne zapisy. W 2020 około dwóch kilometrów na południowy zachód od wsi archeolodzy odnaleźli kopiec, który prawdopodobnie jest reliktem dworu. Ma on średnicę około 40 metrów i wysokość od 1 do 3 metrów. Jest usypany z gliny oraz kamienia. Znaleziono w nim fragmenty polepy oraz ceramiki poźnośredniowiecznej. W 2003 pobliżu wsi, na brzegu rzeki Samicy odnaleziono także owalny nasyp, który być może jest pozostałością młyna oraz ślady osady z XIII i XIV wieku.
Miejscowość była początkowo własnością szlachecką należącą do lokalnej szlachty wielkopolskiej z rodu Wilkowskich oraz spokrewnionych z nimi Bojanowskich. W 1437 należała do powiatu kościańskiego Korony Królestwa Polskiego. W 1403 należała w parafii Radomicko.
Pierwszy zapis o wsi znajduje się w falsyfikacie datowanym na 1303, który sporządzony został w XVI wieku. W dokumencie tym jako świadek występuje Dobiesław ze Smyczyny. Według niektórych historyków dokument może być sfałszowany. W 1400 Dorota z Drzeczkowa pozwała w sądzie Pietrasza z Żakowa Małego o 1/3 Smyczyny. W latach 1401–1423 Szczepan Wilkowski z Wilkowa Niemieckiego toczył spór o wieś z Andrzejem Robaczyńskim. W 1415 sąd utrzymał w mocy dokument nabycia Smyczyny przez tego Szczepana, ponieważ nikt nie zgłosił roszczeń z tytułu prawa bliższości do wsi.
W 1403 biskup poznański Wojciech Jastrzębiec przyłączył do parafii w Radomicku m.in. Smyczynę i Błutkowo wraz z dziesięcinami oraz mesznym z folwarków, od wieśniaków oraz młynarzy. W 1454 odnotowany został Wojciech młynarz ze Smyczyny, który sprzedał Wawrzyńcowi plebanowi w Lipnie koło Osiecznej czynsz roczny w wysokości 1/2 grzywny od sumy 6 grzywien półgroszy na swoim młynie w Smyczynie.
W XV wieku miejscowość należała do braci Wilkowskich. W 1444 Jan Wilkowski zapisał swojej żonie Klarze 200 grzywien na 1/3 swojej części Smyczyny. W 1449 Jan z braćmi podkomorzym wschowskim Mikołajem oraz Piotrem z Wilkowa toczyli proces z Janem Mórkowskim o granice pomiędzy Mórkowem, Smyczyną oraz Wilkowem Niemieckim, które mieli wytyczyć arbitrzy. W 1481 Paweł Wilkowski kupił z zastrzeżeniem prawa odkupu od Kaspra Leszczyńskiego Tarchalin w powiecie kościańskim za 350 florenów węgierskich, a następnie zapisał żonie Katarzynie po 250 florenów węgierskich posagu oraz wiana na połowie swej części Smyczyny oraz na połowie sumy na Tarchalinie.
W 1508 Paweł, Michał i Jan Wilkowscy pozwali Barbarę Bronikowską o zabranie kamienia młyńskiego z młyna w Smyczynie przez jej męża Michała Wyciążkowskiego. W 1511 Małgorzata Wilkowska wdowa po Pawle Wilkowskim wraz z synami Krzysztofem i Jerzym kupili od Jakuba Wilkowskiego część Smyczyny za 34 grzywny. W 1511 Nanker Dłuski kupił od Jana Wilkowskiego część opuszczonej części wsi z częścią młyna za 300 florenów węgierskich. Jednak już 1514 pozwany przez Szymona i Michała Wilkowskich braci stryjecznych z Wilkowa, musiał odstąpić im cześć nabytków, do której oni mieli prawo bliższości. W 1514 kanonik katedry poznańskiej Tomasz Wilkowski wraz z braćmi Michałem i Szymonem dali swemu bratankowi Mikołajowi synowi Michała swoją część w opustoszałej części Smyczyny. W 1523 Szymon Wilkowski zwany także Kluczewskim dał swemu zięciowi Baltazarowi Ossowskiemu swoją część Smyczyny z częścią stawu. W 1569 Bartłomiej Wilkowski w wyniku podziału majątku z braćmi otrzymał części w Wilkowie i Smyczynie.
W 1564 bracia Maciej i Bartłomiej Bojanowscy zostali wwiązani w posiadanie części Dębowej Łęki, Boszkowa, Tuchorzy i Smyczyny. W 1565 Jan mąż Doroty córki Piotra Jaromirskiego zapisał jej po 400 grzywien posagu i wiana m.in. na części Smyczyny. W 1566 nastąpił podział majątku pomiędzy braćmi Janem i Wojciechem (synami Baltazara oraz Anny Wilkowskiej). Wojciech otrzymał Dębową Łękę, a Jan Przesiekę Polską, Boszkowo i Smyczynę. W 1568 Jan sprzedał Stefanowi Wilkowskiemu część Smyczyny za 800 złotych. W 1571 Jan Pakosz Goliński zapisał w testamencie swojej żonie Agnieszce Knobelsdorf 1000 złotych na Wilkowie, Smyczynie i Błutkowie. W latach 1575–1578 bracia Maciej, Jerzy, Jan i Bernard Golińscy synowie Jana Pakosza sprzedali Stanisławowi Wilkowskiemu swoje części Wilkowa i Smyczyny.
Wieś odnotowały także historyczne rejestry podatkowe. W 1580 we wsi miał miejsce pobór podatków. Z części wsi posiadanej przez podsędka wschowskiego Stanisława Wilkowskiego pobrano je od 4 zagrodników, jednego najemnego robotnika zwanego ratajem, który pracował pługiem oraz od jednego korzecznika młyna wodnego o jednym kole wodnym.
W wyniku II rozbioru Rzeczypospolitej w 1793, miejscowość przeszła w posiadanie Prus i jak cała Wielkopolska znalazła się w zaborze pruskim.
W latach 1975–1998 miejscowość administracyjnie należała do województwa leszczyńskiego.